# ShoMMA: Strikeforce Challengers 10
『ShoMMA: Strikeforce Challengers 9』（ショウエムエムエー：ストライクフォースチャレンジャーズ10）は、アメリカ合衆国の総合格闘技イベント「Strikeforce」の大会の一つ。2010年8月13日、アリゾナ州フェニックスのドッジシアターで開催された。

## 大会概要
メインカード

＜182ポンド契約＞
ジョー・リッグス vs. ルイス・テイラー

＜ライト級＞
ライアン・クートゥア vs. ルーカス・スターク

・135ポンド 4人トーナメント（1dayトーナメント）

赤野仁美

ミーシャ・テイト

カリーナ・ダム

マイジュ・クアジャラ